# Para (Ort)

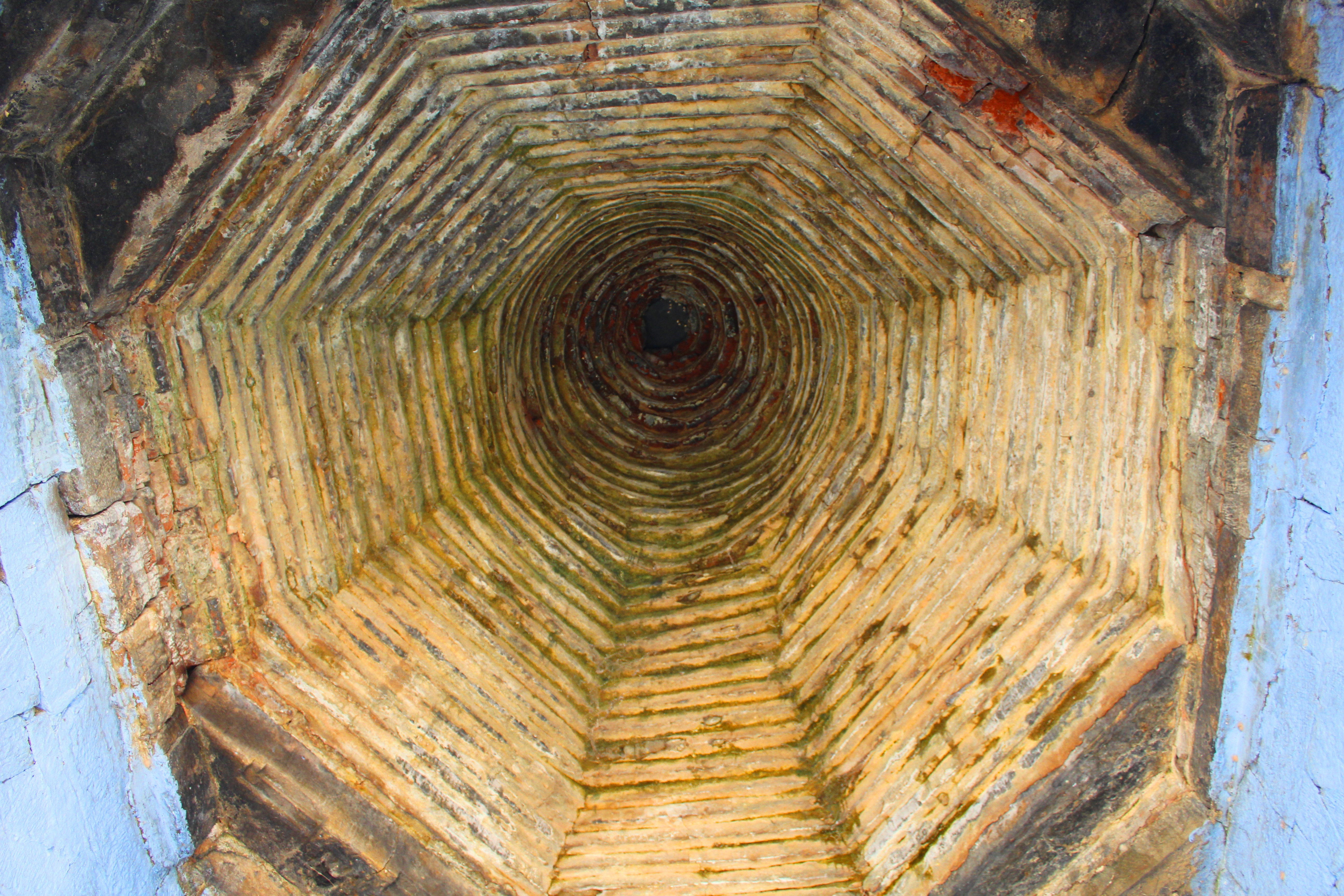
Kraggewölbe

Das etwa 10.000 Einwohner zählende Dorf Para liegt im indischen Bundesstaat Westbengalen; es beherbergt zwei mittelalterliche Steintempel (deuls) im bengalischen Stil.

## Lage und Klima
Der Ort Para liegt nahe der Grenze zum Bundesstaat Jharkhand und etwa 28 km (Fahrtstrecke) nordöstlich der Distriktshauptstadt Purulia  in einer Höhe von ca. 75 m. Bis nach Kalkutta sind es ungefähr 250 km in südöstlicher Richtung. Das Klima ist schwülwarm bis heiß; Regen (ca. 1300 mm/Jahr) fällt hauptsächlich in der sommerlichen Monsunzeit.

## Bevölkerung
Die Bewohner sind ganz überwiegend Hindus; Muslime sind deutlich in der Minderheit. Gesprochen wird zumeist Bengali, aber auch Hindi wird in der Regel verstanden.

## Wirtschaft
Der Ort ist in hohem Maße agrarisch orientiert.

## Geschichte
Zur Geschichte des Ortes ist nur wenig bekannt; er muss jedoch im Mittelalter eine nicht zu unterschätzende Bedeutung gehabt haben, denn er hat zwei Steintempel im bengalischen Stil.

## Sehenswürdigkeiten
Die beiden Steintempel vom Deul-Typus stehen auf einem Freigelände am Ortsrand; einer besteht aus – in Bengalen seltenen – Natursteinen ist stark gegliedert und mit kleinen Figurenreliefs geschmückt, der andere ist – in etwas ungewöhnlicher Form (quadratischer Grundriss mit Kraggewölbe-Portal) – aus Ziegelsteinen erbaut. Die oberhalb der Cella (garbhagriha) horizontal stark gegliederten Türme sind zwischen 5 und 15 m hoch und schlossen jeweils mit einem amalaka-Ringstein mit kalasha-Aufsatz. Die von den Gläubigen früher nicht zu betretenden Cellae selbst sind nahezu schmucklos. Ein weiterer Tempel steht in der Nachbarschaft; er ist unvollendet, hat aber hat ein kunstvolles Kraggewölbe im Innern.